# 1963年11月イラククーデター
1963年11月イラククーデターは、1963年11月11日－11月18日にイラクでナセル主義者の軍人によってバアス党が政権から追放されたクーデターである。バアス党の内部分裂の隙を突いて決行された。

## 背景
1963年2月のラマダーン革命でアブドッサラーム・アーリフと共にバアス党が政権を掌握した後、バアス党指導部内で、ナセル派と反ナセル派、右派と左派の汎アラブ主義者との間で分裂が起きた。1963年3月8日にシリアでもバアス党がクーデターで政権を取ったが、エジプトのナセル大統領はバアス党主導でシリアとイラクとの統合が進むのではないかと警戒し不信感を示していた。
大統領にはバアス党員ではない元自由将校団メンバーのアブドッサラーム・アーリフが就任していたが、ほとんどの閣僚ポストはバアス党員で占められていた。実質的な統治者はバアス党員のアフマド・ハサン・アル＝バクル首相であった。
バアス党イラク地域指導部事務局長アリー・サーリフ・アッ＝サアディーがシリアとの統合を支持していた一方で、保守的な軍部はラマダーン革命で処刑されたアブドルカリーム・カーシムの「イラク第一主義」を支持していた。派閥争いに加え、バアス党国民防衛隊の規律のない行動も軍部を反バアス党指導部クーデターに向かわせた。程なくアッ＝サアディーがスペインに追放されるとバクル首相はバアス党の維持を考え、国民指導部の会合を召集した。だがこの会合で当時のシリアのアラブ・バアス党の指導者ミシェル・アフラクがイラク・バアス党を支配する意図があることを宣言したことで党の問題をかえって悪化させてしまい、「イラク第一主義」派やアーリフをバアス党排除を決意させるに至った。

## クーデターの推移
1963年11月11日、15人の武装したイラク軍将校がバアス党議会の会合に乱入し、左派ナショナリスト派のリーダーをマドリードへ追放。次いで11月18日、アブドッサラーム・アーリフ大統領と兄のアブドッラフマーンはイラク陸軍と共にバアス党国民防衛隊民兵への弾圧を開始し、バアス党国民防衛隊本部への爆撃も行った。バアス党員の12人の閣僚は辞任させられ、国民防衛隊は解散させられた。結果として、第1次バアス党政権は崩壊し、アブドッサラーム・アーリフ大統領を中心としたナセル主義者による新体制が打ち立てられた。

## その後
アブドッサラーム・アーリフは1966年4月16日にバアス党派のサボタージュが原因と見られる航空機事故で死亡し、兄のアブドッラフマーン・アーリフが大統領職を継いだ。しかし、1968年の7月17日革命において、バアス党がクーデターを成功させてアブドッラフマーンを追放し、復権した。そして、バクルが大統領になった。